# Live and Dangerous
Live and Dangerous es el primer álbum en vivo de la banda irlandesa de hard rock Thin Lizzy, grabado entre 1976-1977, y lanzado en 1978, en formato Long play doble.

## Canciones
Lado 1
1. "Jailbreak" (Phil Lynott) – 4:31
2. "Emerald" (Brian Downey, Scott Gorham, Lynott, Brian Robertson) – 4:18
3. "Southbound" (Lynott) – 4:44
4. "Rosalie/Cowgirl's Song" (Downey, Lynott, Bob Seger) – 4:00

Lado 2
1. "Dancing in the Moonlight (It's Caught Me in Its Spotlight)" (Lynott) – 3:50
2. "Massacre" (Downey, Gorham, Lynott) – 2:46
3. "Still in Love with You" (Lynott) – 7:40
4. "Johnny the Fox Meets Jimmy the Weed" (Downey, Gorham, Lynott) – 3:32

Lado 3
1. "Cowboy Song" (Downey, Lynott) – 4:40
2. "The Boys Are Back in Town" (Lynott) – 4:30
3. "Don't Believe a Word" (Lynott) – 2:05
4. "Warriors" (Gorham, Lynott) – 3:52
5. "Are You Ready" (Downey, Gorham, Lynott, Robertson) – 2:40

Lado 4
1. "Suicide" (Lynott) – 5:00
2. "Sha La La" (Downey, Lynott) – 4:18
3. "Baby Drives Me Crazy" (Downey, Gorham, Lynott, Robertson) – 6:36
4. "The Rocker" (Eric Bell, Downey, Lynott) – 3:58

## Personal
- Phil Lynott - Bajo, voz
- Scott Gorham - Guitarra, coros
- Brian Robertson - Guitarra, coros
- Brian Downey - Batería

Músicos adicionales
Huey Lewis - armónica
John Earle - Saxofón